# Kiskerék
Kiskerék (románul Broșteni, németül Kradendorf) település Romániában, Szeben megyében. Közigazgatásilag Pókafalva községhez tartozik.

## Fekvése
Nagyszebentől 52 km-re északra, Oláhbogát, Szászcsanád és Székásveresegyháza közt fekvő település.

## Története
1272-ben Kyssebkerethnuk néven említették először. Magyar nevét jelenlegi formájában 1510-ben említik először.
Beke Antal feltételezi, hogy az 1333-ban említett Berunsten település tulajdonképpen ezzel a településsel azonos és Kiskerék román neve ebből a középkori német névből származhat.
A trianoni békeszerződésig Alsó-Fehér vármegye Balázsfalvi járásához tartozott.

## Lakossága
1910-ben 671 lakosa volt, ebből 657 román, 13 cigány és 1 magyar volt.
2002-ben 408 lakosából 406 román és 2 magyar nemzetiségűnek vallotta magát.